# Да ми је
Да ми је је двадесети студијски албум певачице Снежане Ђуришић. Објављен је као ЦД и касета за дискографску кућу ЗАМ 2000. године.

## Песме на албуму
| Бр. | Песма                    | Музика             | Текст                    | Аранжман             |
| --- | ------------------------ | ------------------ | ------------------------ | -------------------- |
| 1.  | За њим умирем            | Драган Александрић | Мила Јанковић            | Душан Симовић        |
| 2.  | Да ми је                 | Душан Симовић      | Снежана Малданер         | Душан Симовић        |
| 3.  | Прешао си линију         | Беки Бекић         | Руждија Крупа            | Душан Симовић        |
| 4.  | Туго, моја друго         | Душан Симовић      | Душан Симовић            | Душан Симовић        |
| 5.  | Тако си ме лако преболео | Драган Александрић | Радмила Мудринић         | Душан Симовић        |
| 6.  | Слатке сузе              | Јашар Ахмедовски   | Драган Голубовић Млавски | Драган Ћирковић Ћира |
| 7.  | Лопта                    | Раде Крстић        | Снежана Рајц             | Душан Симовић        |
| 8.  | Сад иди                  | Душан Симовић      | Снежана Малданер         | Душан Симовић        |
| 9.  | Срна                     | Раде Крстић        | Милорад Цветковић        | Душан Симовић        |
| 10. | Љубави, збогом           | Миша Мијатовић     | Стева Симеуновић         | Душан Симовић        |

## Информације о албуму
- Снимано у студију Music Factory
- Сниматељ: Александра Стојановић
- Хармонике: Томица Миљић и Душан Симовић
- Кларинет и саксофон: Ивица Мит
- Гитара, бузуки: Ивица Максимовић
- Виолина: Момчило Станојевић
- Фотографије: Дејан Милићевић
- Дизајн: Драган ШухАРТ